# The Heretic Anthem
"The Heretic Anthem" (também conhecida como "Heretic Song") é um single promocional da banda de metal norte-americana Slipknot, do seu álbum de estúdio de 2001, Iowa. Foi lançado na Alemanha em 2001 pela Roadrunner Records, e mais tarde em 2002 para promover o DVD Disasterpieces.
"The Heretic Anthem" foi tocada ao vivo no Late Night with Conan O'Brien a 8 de Outubro de 2001. A canção é por vezes incorretamente referida como "555 to the 666".

## Faixas

### "Heretic Song"
1. "Heretic Song" (Rough) – 4:19

### Single ao vivo
1. "The Heretic Anthem" (Live)

- - "The Heretic Anthem" (Live video)
  - "Disasterpieces DVD Trailer" (Video)